# Кутманова Зебікан Кутманівна
Зебікан Кутманівна Кутманова (нар. 28 вересня 1945, село Кашка-Суу Джанги-Джольського району, тепер Аксийського району Джалал-Абадської області, Киргизстан) — киргизька радянська діячка, 1-й секретар Джалал-Абадського обкому КП Киргизії

## Життєпис
Народилася в родині Кутмана та Умсунай Кенжебаєвих.
У 1968 році закінчила біологічний факультет Киргизького державного університету.
У 1968—1969 роках — вчителька середньої школи імені Леніна села Кашка-Суу Джанги-Джольського району, завідувач відділу Джанги-Джольського районного комітету ЛКСМ Киргизії Ошської області.
У 1969—1971 роках — 2-й секретар Джанги-Джольського районного комітету ЛКСМ Киргизії Ошської області.
Член КПРС з 1970 до 1991 року.
У 1971—1973 роках — завідувач відділу Ошського обласного комітету ЛКСМ Киргизії; 1-й секретар Джанги-Джольського районного комітету ЛКСМ Киргизії Ошської області.
У 1973—1977 роках — заступник голови виконавчого комітету Джанги-Джольської районної ради депутатів трудящих Ошської області.
У 1977—1980 роках — секретар Джанги-Джольського районного комітету КП Киргизії Ошської області.
У 1980—1985 роках — голова виконавчого комітету Ала-Букинської районної ради народних депутатів Ошської області.
У 1982 році закінчила Ташкентську Вищу партійну школу.
У 1985—1991 роках — 1-й секретар Ала-Букинського районного комітету КП Киргизії Ошської області.
Одночасно в 1990—1991 роках — голова Ала-Букинської районної ради народних депутатів Ошської області.
У лютому — серпні 1991 року — 1-й секретар Джалал-Абадського обласного комітету КП Киргизстану.
До 1994 року — начальник управління освіти Джалал-Абадської області.
З листопада 1994 року — голова міської державної адміністрації (аким) міста Майли-Суу Джалал-Абадської області.
До 5 липня 2001 року — голова міської державної адміністрації (аким) міста Кара-Куль Джалал-Абадської області.
З вересня 2002 року — заступник із соціальних питань голови державної адміністрації (акима) Аксийського району Джалал-Абадської області.
Подальша доля невідома.

## Нагороди
- орден «Знак Пошани»
- медалі
- грамоти Верховної ради Киргизької РСР
- «Заслужений працівник освіти Киргизької Республіки» (.05.2000)